# Succinilsulfatiazolo
Il succinilsulfatiazolo è un sulfamidico con proprietà analoghe a quelle del sulfametossazolo. Macroscopicamente ha l'aspetto di una polvere cristallina biancastra o bianco-giallastra. Questa sostanza è solubile in soluzioni acquose di idrossidi e carbonati alcalini,  ma è molto poco solubile in acqua.

## Farmacocinetica
Il succinilsulfatiazolo viene scarsamente assorbito in seguito ad assunzione orale: infatti la sostanza non viene assorbita a livello dell'intestino tenue e passa nel crasso immodificata.

Nel colon esplica la sua azione dopo che una piccola percentuale, circa il 5%, viene lentamente idrolizzata a sulfatiazolo e sotto tale forma entra nel circolo sistemico. Più del 95% della dose somministrata rimane nel tratto gastrointestinale per essere poi eliminato con le feci.

## Tossicità
La DL50 nel topo è di 5,7 g/kg per via intraperitoneale.

## Indicazioni terapeutiche
Il succinilsulfatiazolo viene impiegato come antibatterico nelle infezioni a carico del tratto gastrointestinale. Viene inoltre utilizzato sia nella profilassi che nel trattamento delle peritoniti, in particolare somministrandolo per via intraperitoneale.

## Dosaggi
La dose abituale del succinilsulfatiazolo è compresa tra 10 g e 20 g al giorno.